# 乳状云
乳状云（英語：Mammatus Clouds，「Mammatus」是拉丁語的乳房），又稱“乳狀積雲”，是在積雨雲下方形成的乳狀型積雲，是當下降氣流當中溫度較冷的空氣與上升氣流中溫度較暖的空氣相遇，就將形成像一個個袋子形狀的乳狀形雲。
另外一種看似薄形的幞狀雲是會在積雨雲膨脹時於其上方的頂部形成。

## 圖片

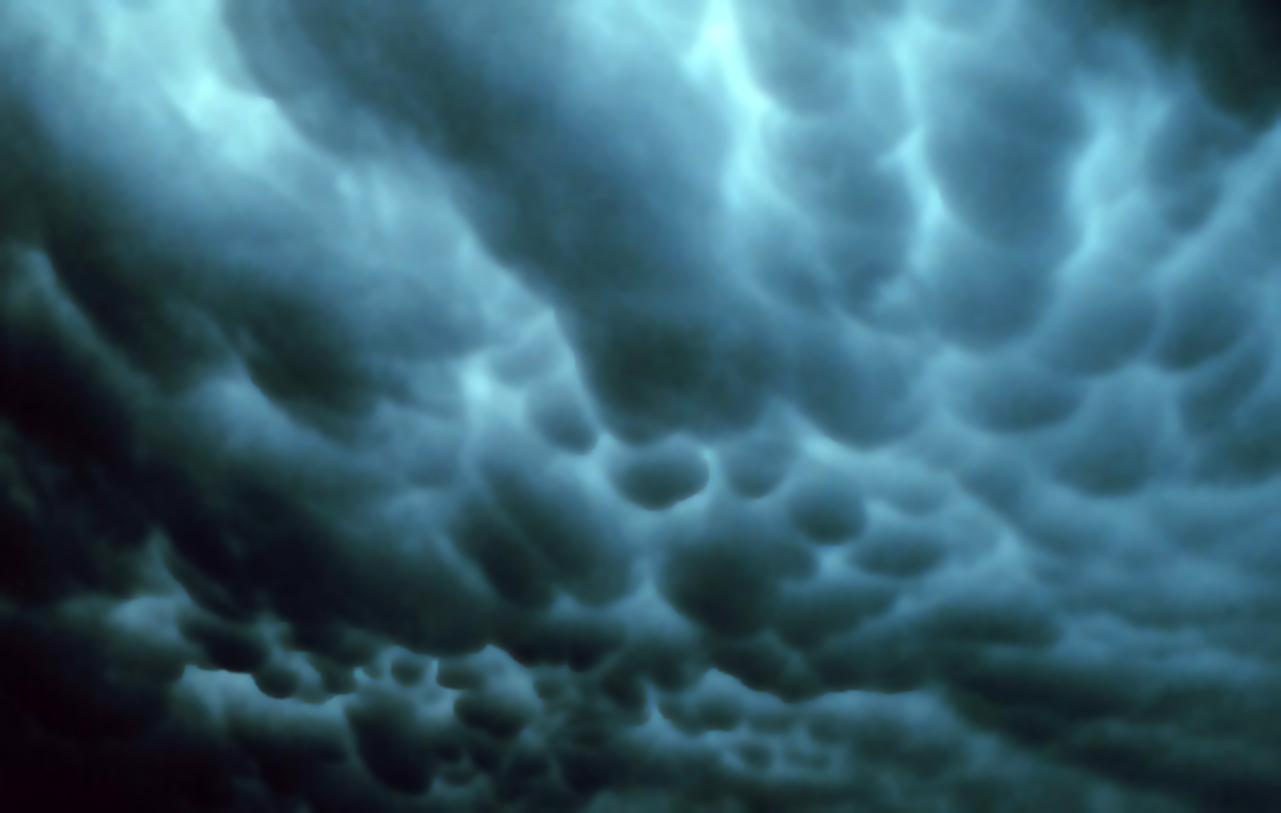
出現在美國奧克拉荷馬州塔爾薩的乳状云
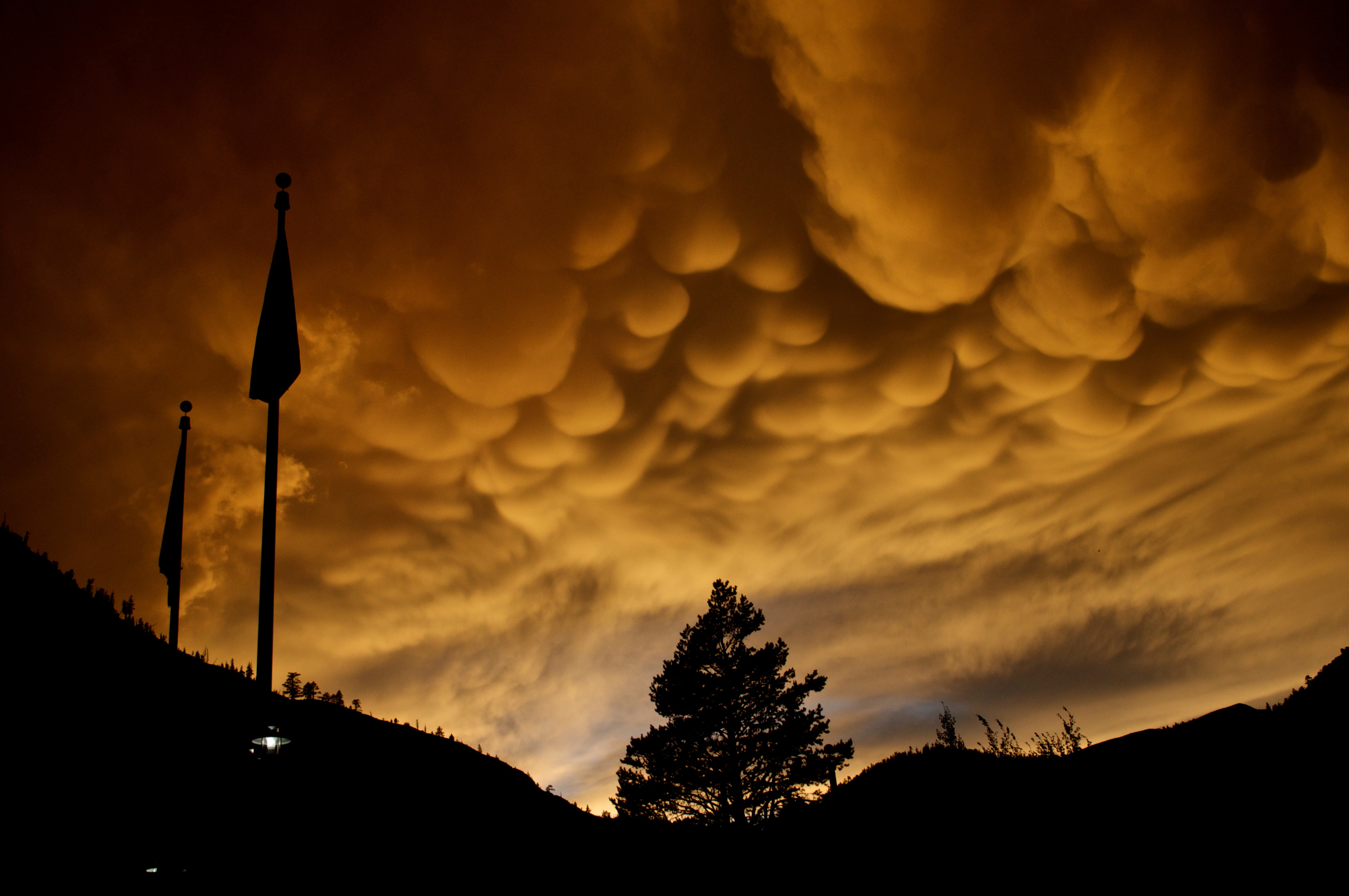
出現在美國加利福尼亞州的乳狀雲
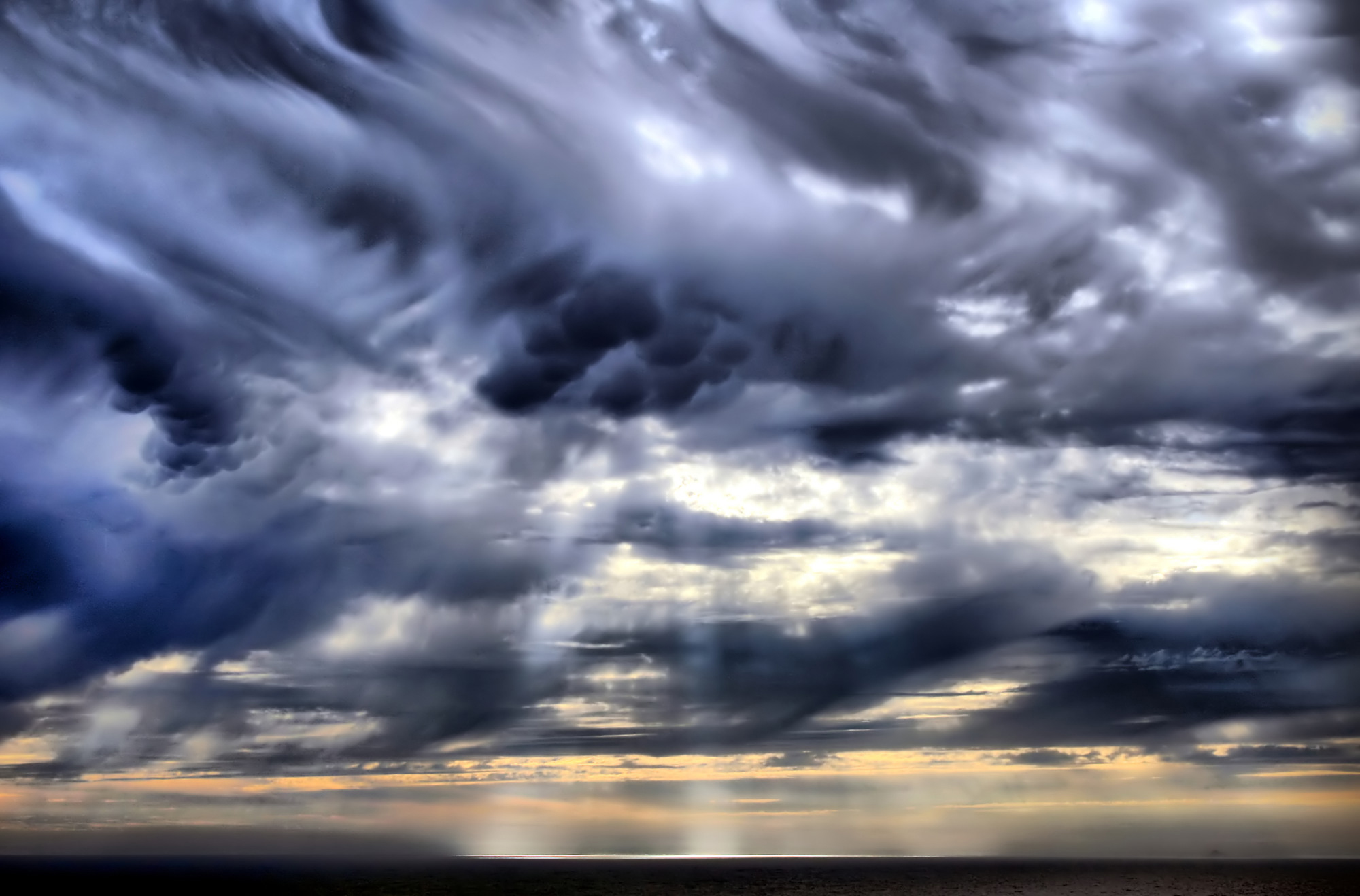
出現在美國加州三藩市灣的乳狀雲和雲隙光